# Adagio i rondo (Mozart)
Adagio i rondo KV 617 je kvintet za za glasharmoniku, flautu, obou, violu i violončelo koji je Wolfgang Amadeus Mozart skladao 1791. godine za virtuoskinju na glasharmonici Marianne Kirchgessner.

## Nastanak
Glasharmonika, doslovno "staklena harmonika" je glazbalo iz grupe idiofonskih glazbala kod kojih zvuk nastaje struganjem ili trljanjem. Osnovni oblik su staklene posude (čaše) napunjene vodom do različite razine koje se trljaju mokrim prstima. Benjamin Franklin je 1761. napravio mehničku verziju koja se sastojala od horizontalne osovine koja je rotirala pokretana pedalnim mezanizmom. Na osovini je bilo 37 staklenih konkavnih posuda nanizanih po veličini i koje su se pri rotiranju kvasile. Glazbalo je bilo vrlo popularno u 18. stoljeću. Nekoliki skladatelji napisali su djela za glasharmoniku, među njima i Mozart. Kako je glasharmonika danas rijetko glazbalo, njegov zvuk se najčešće oponaša drugim glazbalima, npr. klavirom, orguljama, vibrafonom...
Mozart je od 1784. do smrti 1791. godine vodio svoj popis (katalog) djela, Verzeichnüß / aller meiner Werke / vom Monath febrario 1784 bis Monath [November] 1[791]. Taj katalog se nalazi u Britanskoj knjižnici (British Library) u Londonu. Incipit na 27. stranici Mozartovog kataloga:
Am 23. mai. [1791.] Adagio und Rondeau für Harmonika, 1 flaute, 1 oboe, 1 viola, e Violoncello, odnosno Adagio i rondo za glasharmoniku, flautu, obou, violu i violončelo.
Kvintet je Mozart napisao za virtuoskinju na glasharmonici Marianne Kirchgessner, koja je svirala glasharmoniku na premijeri 10. lipnja 1791. u Beču.

## O glazbi
Djelo se sastoji od dvaju povezanih stavaka, kraćeg Adagia u c-molu (58 taktova, 6/8) i dužeg Ronda u C-duru (taktovi 59 do 288, 2/2) u tempu alegreto.
U oboma stavcima Mozart je posebno vodio računa o smjenjivanju glasharmonike s drugim glazbalima.
U prvom stavku, za svečanim uvodom slijedi kontemplativna dionica, a zatim se vraća svečana dionica.
Drugi stavak je mješavina: ekspozicija, razvoj i repriza, teme i kupleti, mnoštvo varijacija...
Uobičajeno trajanje skladbe je oko 13 minuta.